# آندری بارتکویاک
آندری بارتکویاک (لهستانی: Andrzej Bartkowiak؛ زادهٔ ۱۹۵۰) یک کارگردان، و مدیر فیلم‌برداری اهل لهستان است.
وی از سال ۱۹۷۳ میلادی تاکنون مشغول فعالیت بوده‌است.

## گزیده آثار کارگردانی
- زخم‌های خروج (۲۰۰۱)
- رومئو باید بمیرد (۲۰۰۰)
- زاده برای مرگ (۲۰۰۳)
- رستاخیز (۲۰۰۵)
- مبارزان خیابانی: افسانه چون-لی (۲۰۰۹)
- نهایت ضربه (۲۰۱۷)
- ناوبری کور (۲۰۲۰)